# Aristaea vietnamella
Aristaea vietnamella är en fjärilsart som beskrevs av Kuznetzov och Seksjaeva V.Baryshnikova 2001. Aristaea vietnamella ingår i släktet Aristaea och familjen styltmalar.
Artens utbredningsområde är Vietnam. Inga underarter finns listade i Catalogue of Life.